# Orangetown

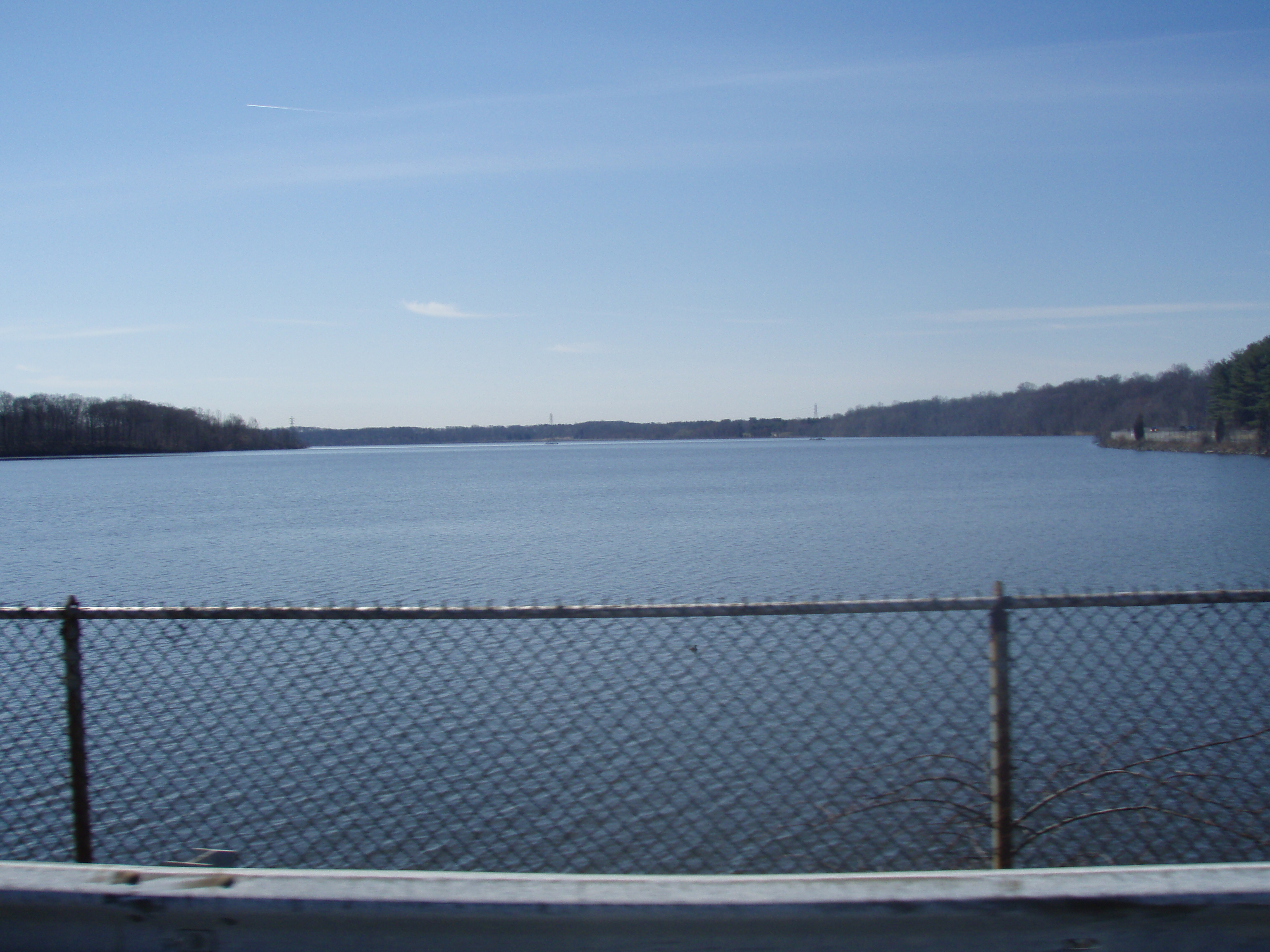
Lago Tappan

Orangetown es un pueblo ubicado en el condado de Rockland en el estado estadounidense de Nueva York. En el año 2000 tenía una población de 47,711 habitantes y una densidad poblacional de 761.8 personas por km².

## Geografía
Orangetown se encuentra ubicado en las coordenadas 41°3′31″N 73°57′42″O / 41.05861, -73.96167. Según la Oficina del Censo, la ciudad tiene un área total de 81,2 km² (31,4 mi²), de la cual 62,6 km² (24,2 mi²) es tierra y 18,6 km² (7,2 mi²) (18.66%) es agua.

## Demografía
Según la Oficina del Censo en 2007 los ingresos medios por hogar en la localidad eran de $91,497, y los ingresos medios por familia eran $111,742. Los hombres tenían unos ingresos medios de $53,596 frente a los $39,886 para las mujeres. La renta per cápita para la localidad era de $33,170. Alrededor del 4.8% de la población estaban por debajo del umbral de pobreza.